# سلسلة مختلفة: متمردة
سلسلة مختلفة: متمردة (بالإنجليزية: The Divergent Series: Insurgent) هو فيلم حركة وخيال علمي أمريكي صدر في 2015 من إخراج روبرت شوينتكي، مستوحى عن رواية Insurgent، الكتاب الثاني ضمن سلسلة Divergent، تأليف فيرونيكا روث. الفيلم هو تتمة لمختلف (2014) والإصدار الثاني ضمن سلسلة مختلف. سيناريو الفيلم من كتابة براين دوفيلد وعكيفا غولدسمان، ومن بطولة شايلين وودلي وثيو جيمس وجاي كورتني وأنسيل إلغورت ونعومي واتس وراي ستيفينسون ودانيال داي كيم واوكتافيا سبنسر وزوي كرافيتز ومايلز تيلر وماجي كيو وكيت وينسليت.
الحبكة تستمر في تتبع البطلة بياتريس براير، بعد أحداث مختلف، حيث تحاول معرف سبب تمرد فئة المثقفين إضافة المعلومات التي تحاول فئة الزاهدين حمايتها. التصوير بدأ في 27 مايو 2014 في أتلانتا، جورجيا.
سلسلة مختلفة: متمردة مقرر صدورها في 20 مارس 2015 بالولايات المتحدة.

## روابط خارجية
- سلسلة مختلفة: متمردة على موقع IMDb (الإنجليزية)
- سلسلة مختلفة: متمردة على موقع ميتاكريتيك (الإنجليزية)
- سلسلة مختلفة: متمردة على موقع روتن توميتوز (الإنجليزية)
- سلسلة مختلفة: متمردة على موقع نتفليكس (الإنجليزية)
- سلسلة مختلفة: متمردة على موقع قاعدة بيانات الأفلام العربية
- سلسلة مختلفة: متمردة على موقع ألو سيني (الفرنسية)
- سلسلة مختلفة: متمردة على موقع Turner Classic Movies (الإنجليزية)
- سلسلة مختلفة: متمردة على موقع أول موفي (الإنجليزية)
- سلسلة مختلفة: متمردة على موقع بوكس أوفيس موجو (الإنجليزية)
- سلسلة مختلفة: متمردة على موقع فيلمافينيتي (الإسبانية)